# Phare de Westkapelle
Le phare de Westkapelle est un phare à feu directionnel  situé à Westkapelle (commune de Veere), province de Zélande aux Pays-Bas. Il est synchronisé avec le phare de Noorderhoofd pour former un alignement en direction du chenal étroit de l'Oostgat (nl)
Il est géré par le Rijkswaterstaat , l'organisation nationale de l'eau des Pays-Bas.
Il est classé monument national en 1966 par l'Agence du patrimoine culturel des Pays-Bas .

## Histoire
La tour en brique a été construite en 1470 en tant que tour d'église de Sint Willibrorduskerk. En 1817, une structure de couleur rouge avait été placée sur cette tour. En 1831, l'église fut détruite par un incendie, seule la tour demeura intacte.
La tour se compose de six étages et se situe au début de la rue principale appelée Zuidstraat. Elle est inhabitée et ouverte au public, à intervalles réguliers, qui peut monter jusqu'à la terrasse où s'élève la structure en fonte de couleur rouge, avec l’optique à lentille de Fresnel, qui n’est pas accessible aux visiteurs.

## Description
Ce phare  est une tourelle circulaire en fonte, avec une double galerie et une lanterne de 12 m de haut, montée sur la tour carrée historique en brique (hauteur totale : 52 m. Le phare en fonte est peint en rouge et le dôme de la lanternes est vert. La tour  n'est pas peinte. Il émet, à une hauteur focale de 54 m, un bref éclat blanc de 0,1 seconde par période de 3 secondes. Sa portée est de 28 milles nautiques (environ 52 km).
Il est doté d'un Système d'identification automatique.
Identifiant : ARLHS : NET-030 ; NL-0054 -Amirauté : B0174 - NGA : 114-9144.

### Chenal d'Oostgat

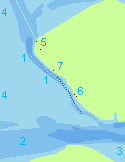
Chenal d'Oostgat

L'Oostgat est un chenal étroit mais profond situé à l'embouchure de l'Escaut occidental, près de la côte sud-ouest de Walcheren. Les navires peuvent arriver de la mer du Nord à partir de deux directions via deux canaux : le passage de Wielingen, le canal au sud et l’Oostgat, le canal au nord.
Légende : 1 - Chenal d'Oostgat ; 2 - passage Wielingen ; 3 - Escaut occidental ; 4 - Mer du Nord ; 5 - Phare de Westkapelle  et phare de Noorderhoofd ; 6 - Phares de Kaapduinen ; 7 - Phare de Zoutelande.

## Caractéristique dufeu maritime
Fréquence : 3 secondes (W)
- Lumière : 0,1 seconde
- Obscurité : 2,9 secondes

|             |
| La lanterne |

|          |
| Le phare |

|                        |
| Les lentilles du phare |

### Lien connexe
- Liste des phares des Pays-Bas